# BCN Competición

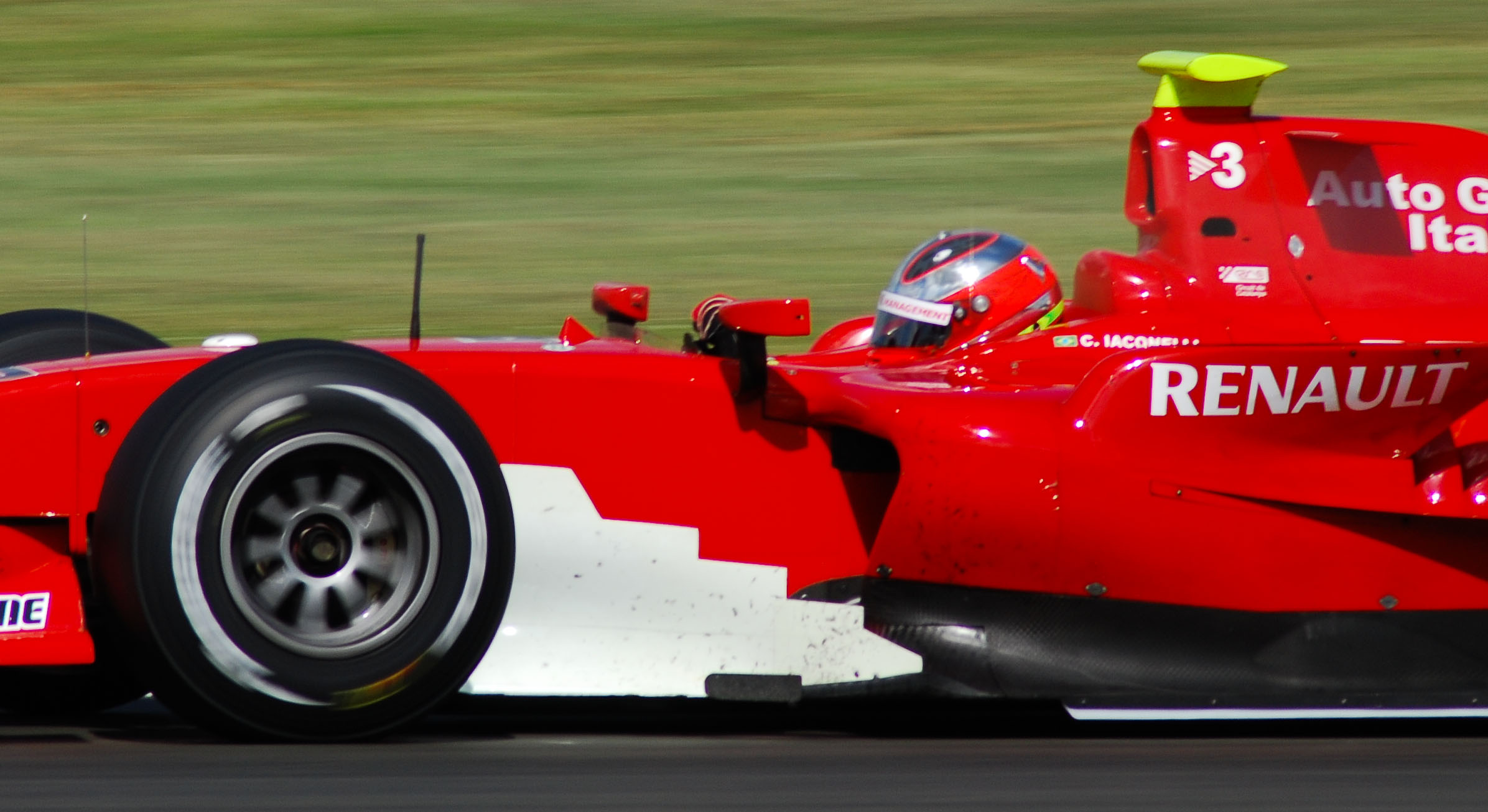
Carlos Iaconelli corriendo en el circuito de Silverstone.

BCN Competición (originalmente Promodrive Racing) fue una escudería española de automovilismo con base en la periferia de Barcelona, fundada en el año 1998 por Jaime Pintanel. Tras la unión de Enrique Scalabroni al proyecto, la escudería se internacionalizó.

## Historia

### Promodrive Racing
Promodrive fue un equipo de competición creado para disputar el trienio 1998-2000 del Open by Nissan (monoplazas de competición de 250 CV y escalón previo a la Fórmula 3.000 y Fórmula 1). Con la creación del Campeonato de España de GT la temporada siguiente, deciden también unirse. La escudería contaba con Jaime Pintanel como director general, Orlando Ríos como director deportivo, Josep Castañé como ingeniero jefe y Victor Puig como mánager. Allí se proclaman campeones de la clase GT2 con Carlos Palau. En el 2000 no consiguen pilotos con presupuesto suficiente para la Nissan y la abandonan tras la primera ronda, por lo que se centran en los GT donde reciben el apoyo de Ferrari España para participar en el campeonato español y en la Ferrari Challenge Europea.
El proyecto de BCN Competición arranca en el Gran Premio de San Marino de 2002, cuando Scalabroni y Pintanel (que ya se conocían desde 1993) se plantean la idea de montar un equipo en la Fórmula 3000. Por aquellos días Scalabroni estaba inmerso en la misión de convertir Asiatech en un equipo de Fórmula 1, y el equipo de la 3000 iba a ser un junior team de éste. Asiatech no salió adelante y el referido junior team pasó a ser la nueva escudería barcelonesa.

### BCN Competición
BCN Competición participó por primera vez en una competición internacional el mismo año de su fundación, en la categoría World Series Lights. Sus pilotos aquel año fueron Andrea Belicchi y Carlos Martín, quienes compitieron con chasis Coloni-Nissan de dos litros.
Al año siguiente, ingresaron a la Fórmula 3000 adquiriendo los derechos y el material de competición del desaparecido equipo Nordic. En su temporada debut, turnaron sucesivamente en sus asientos a los pilotos Rob Nguyen, Valerio Scasselati, Alessandro Piccolo, Will Langhorne, Marc Hynes, Ferdinando Monfardini y Giovanni Berton. Ese año, el equipo se vio envuelto en problemas financieros debido a la falta de un patrocinador grande que pudiera cubrir los requerimientos de la escudería.
Para 2004, la situación mejora y contrataron al piloto experimentado Enrico Toccacelo y al argentino Esteban Guerrieri, quienes lograrían el subcampeonato para el equipo al terminar con 84 puntos sólo superados por Arden International.

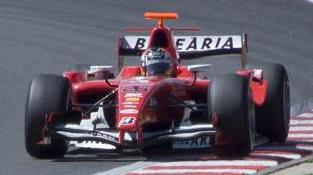
Adrián Vallés corriendo con BCN Competición en Magny Cours.

En 2005 incursionaron en la Fórmula 3000 Italiana y en la primera temporada de la GP2 Series con los pilotos Ernesto Viso (Venezuela) y Hiroki Yoshimoto (Japón) quedando en el noveno lugar del campeonato.
Para la temporada 2006 participó con los pilotos Timo Glock, Luca Filippi y Hiroki Yoshimoto, quienes lograrían el mismo lugar de la temporada pasada. Para la temporada 2007 confirmaron a los pilotos Sakon Yamamoto y Ricardo Risatti pero, antes de comenzar el campeonato, Risatti es reemplazado por Ho-Pin Tung. Durante 2007, Sakon Yamamoto, que era probador del equipo Super Aguri de Fórmula 1, fue promovido a la categoría mayor, por lo que tuvo que reemplazado por el finlandés Markus Niemelä. Este, a su vez, tuvo que ser sustituido durante una prueba por su compatriota Henri Karjalainen.
A comienzos de 2008, BCN se incorpora a la nueva GP2 Asia Series, donde compitió con el serbio proveniente de la World Series by Renault, Milos Pavlovic, y el turco Jason Tahinci. Pavlovic consiguió llegar en los puntos en algunas ocasiones, lo que permitió que se mantuviera en la escudería una vez finalizada la temporada asiática.
Afectada por problemas económicos y la falta de buenos resultados, la temporada 2008 fue la última que la escudería completó en esta categoría. En principio contrató al italiano Paolo Nocera para acompañar a Pavlovic. Pero tras la disputa de la primera prueba en Barcelona fichó a Adrián Vallés en sustitución de Nocera, convirtiéndose en el segundo y último español que compitió en el equipo en su historia, después de Carlos Martín. Hacia la ronda de Mónaco, Pavlovic se retira por falta de patrocinio y es reemplazado por el brasileño Carlos Iaconelli. En esa misma prueba, el equipo consigue sus únicos puntos del año con un quinto puesto de Vallés, pero poco después este comenzó a sufrir a su vez crecientes problemas presupuestarios que lo derivaron a dejar el equipo después de la ronda de Spa-Francorchamps. El equipo disputó última prueba del año en Monza con un solo coche, el de Iaconelli.
La última carrera en la que participó BCN Competición fue la fecha inicial de la temporada 2008-09 de GP2 Asia Series, en el circuito de Shanghái. En esa prueba tomó a pilotos que ya habían corrido para el equipo en temporadas anteriores, Hiroki Yoshimoto y Luca Filippi. Poco después, y luego de una ardua negociación, el expiloto de Fórmula 1 Tiago Monteiro adquirió el material de la escudería junto con sus derechos de participación en la GP2 Series, para armar su nueva formación Ocean Racing Technology.

## Resultados por categoría

### Fórmula Nissan 2000
| Formula Nissan 2000 | Formula Nissan 2000 | Formula Nissan 2000 | Formula Nissan 2000 | Formula Nissan 2000 | Formula Nissan 2000 | Formula Nissan 2000 | Formula Nissan 2000 | Formula Nissan 2000 |
| Año                 | Coche               | Pilotos             | Victorias           | Poles               | V.Rápidas           | Puntos              | C.P.                | C.E.                |
| ------------------- | ------------------- | ------------------- | ------------------- | ------------------- | ------------------- | ------------------- | ------------------- | ------------------- |
| 2002                | Dallara-Nissan      | Andrea Belicchi     | 1                   | 2                   |                     | 105                 | 5.º                 | 6.º                 |
| 2002                | Dallara-Nissan      | Carlos Martín       | 0                   | 0                   |                     | 4                   | 16.º                | 6.º                 |

### Fórmula 3000 Internacional
| Fórmula 3000 Internacional | Fórmula 3000 Internacional | Fórmula 3000 Internacional | Fórmula 3000 Internacional | Fórmula 3000 Internacional | Fórmula 3000 Internacional | Fórmula 3000 Internacional | Fórmula 3000 Internacional | Fórmula 3000 Internacional |
| Año                        | Coche                      | Pilotos                    | Victorias                  | Poles                      | V.Rápidas                  | Puntos                     | C.P.                       | C.E.                       |
| -------------------------- | -------------------------- | -------------------------- | -------------------------- | -------------------------- | -------------------------- | -------------------------- | -------------------------- | -------------------------- |
| 2003                       | Lola B02/50-Zytek Judd KV  | Rob Nguyen                 | 0                          | 0                          | 0                          | 5                          | 15.º                       | 9.º                        |
| 2003                       | Lola B02/50-Zytek Judd KV  | Valerio Scassellati        | 0                          | 0                          | 0                          | 0                          | NC                         | 9.º                        |
| 2003                       | Lola B02/50-Zytek Judd KV  | Alessandro Piccolo         | 0                          | 0                          | 0                          | 0                          | NC                         | 9.º                        |
| 2003                       | Lola B02/50-Zytek Judd KV  | Will Langhorne             | 0                          | 0                          | 0                          | 0                          | NC                         | 9.º                        |
| 2003                       | Lola B02/50-Zytek Judd KV  | Marc Hynes                 | 0                          | 0                          | 0                          | 0                          | NC                         | 9.º                        |
| 2003                       | Lola B02/50-Zytek Judd KV  | Giovanni Berton            | 0                          | 0                          | 0                          | 0                          | NC                         | 9.º                        |
| 2003                       | Lola B02/50-Zytek Judd KV  | Ferdinando Monfardini      | 0                          | 0                          | 0                          | 0                          | NC                         | 9.º                        |
| 2004                       | Lola B2/50-Zytek           | Enrico Toccacelo           | 1                          | 1                          | 0                          | 56                         | 2.º                        | 2.º                        |
| 2004                       | Lola B2/50-Zytek           | Esteban Guerrieri          | 0                          | 0                          | 0                          | 28                         | 6.º                        | 2.º                        |

### A1 GP
| A1 Grand Prix | A1 Grand Prix | A1 Grand Prix     | A1 Grand Prix | A1 Grand Prix | A1 Grand Prix | A1 Grand Prix | A1 Grand Prix |
| Año           | Coche         | País              | Victorias     | Poles         | V.Rápidas     | Puntos        | C.E.          |
| ------------- | ------------- | ----------------- | ------------- | ------------- | ------------- | ------------- | ------------- |
| 2005-06       | Lola-Zytek    | A1 Team Sudáfrica | 0             | 0             | 0             | 20            | 17.º          |

### GP2 Series
(Clave) (negrita indica pole position) (cursiva indica vuelta rápida puntuable)

| Año  | Chasis                                 | Neu. | N.º | Pilotos           | 1   | 1   | 2   | 2   | 3   | 3   | 4   | 4   | 5   | 5   | 6   | 6   | 7   | 7   | 8   | 8   | 9   | 9   | 10  | 10  | 11  | 11  | 12  | 12  | Puntos | Pos. | Ref.   |
| ---- | -------------------------------------- | ---- | --- | ----------------- | --- | --- | --- | --- | --- | --- | --- | --- | --- | --- | --- | --- | --- | --- | --- | --- | --- | --- | --- | --- | --- | --- | --- | --- | ------ | ---- | ------ |
| 2005 | Dallara GP2/05 Mecachrome V8108 GP2 V8 | B    |     |                   | IMO | IMO | BAR | BAR | MON | MON | NÜR | NÜR | MAG | MAG | SIL | SIL | HOC | HOC | BUD | BUD | EST | EST | MNZ | MNZ | SPA | SPA | SAK | SAK | 35     | 9.º  | [ 7 ]  |
| 2005 | Dallara GP2/05 Mecachrome V8108 GP2 V8 | B    | 5   | Ernesto Viso      | 10  | DNS | Ret | Ret | DSQ | DSQ | Ret | 11  | 11  | 8   | 15  | 13  | DSQ | 12  | 6   | Ret | 14  | 12  | Ret | Ret | 2   | 3   | 8   | 2   | 35     | 9.º  | [ 7 ]  |
| 2005 | Dallara GP2/05 Mecachrome V8108 GP2 V8 | B    | 6   | Hiroki Yoshimoto  | Ret | 9   | Ret | 17  | DNS | DNS | 11  | Ret | 6   | 2   | 13  | Ret | 12  | Ret | 13  | 17  | 8   | 10  | 10  | 16  | Ret | 17  | 7   | 6   | 35     | 9.º  | [ 7 ]  |
| 2006 | Dallara GP2/05 Mecachrome V8108 GP2 V8 | B    |     |                   | VAL | VAL | IMO | IMO | NÜR | NÜR | BAR | BAR | MON | MON | SIL | SIL | MAG | MAG | HOC | HOC | BUD | BUD | EST | EST | MNZ | MNZ |     |     | 22     | 9.º  | [ 8 ]  |
| 2006 | Dallara GP2/05 Mecachrome V8108 GP2 V8 | B    | 18  | Hiroki Yoshimoto  | Ret | 12  | 8   | 3   | 8   | 4   | Ret | Ret | Ret | Ret | Ret | 18† | 9   | Ret | 23† | Ret | Ret | Ret | Ret | 19  | 8   | 5   |     |     | 22     | 9.º  | [ 8 ]  |
| 2006 | Dallara GP2/05 Mecachrome V8108 GP2 V8 | B    | 19  | Timo Glock        | 16  | 8   | 7   | 4   | 17  | Ret | 11  | 10  | Ret | Ret |     |     |     |     |     |     |     |     |     |     |     |     |     |     | 22     | 9.º  | [ 8 ]  |
| 2006 | Dallara GP2/05 Mecachrome V8108 GP2 V8 | B    | 19  | Luca Filippi      |     |     |     |     |     |     |     |     |     |     | Ret | 9   | Ret | Ret | 21  | 16  | 12  | Ret | 10  | Ret | 4   | 7   |     |     | 22     | 9.º  | [ 8 ]  |
| 2007 | Dallara GP2/05 Mecachrome V8108 GP2 V8 | B    |     |                   | SAK | SAK | BAR | BAR | MON | MON | MAG | MAG | SIL | SIL | NÜR | NÜR | BUD | BUD | EST | EST | MNZ | MNZ | SPA | SPA | VAL | VAL |     |     | 4      | 13.º | [ 9 ]  |
| 2007 | Dallara GP2/05 Mecachrome V8108 GP2 V8 | B    | 18  | Sakon Yamamoto    | 11  | 14  | 9   | 18† | Ret | Ret | 11  | 13  | 16  | Ret | 13  | 11  |     |     |     |     |     |     |     |     |     |     |     |     | 4      | 13.º | [ 9 ]  |
| 2007 | Dallara GP2/05 Mecachrome V8108 GP2 V8 | B    | 18  | Markus Niemelä    |     |     |     |     |     |     |     |     |     |     |     |     | Ret | DNS |     |     | 9   | 11  | 11  | Ret | 14  | Ret |     |     | 4      | 13.º | [ 9 ]  |
| 2007 | Dallara GP2/05 Mecachrome V8108 GP2 V8 | B    | 18  | Henri Karjalainen |     |     |     |     |     |     |     |     |     |     |     |     |     |     | Ret | Ret |     |     |     |     |     |     |     |     | 4      | 13.º | [ 9 ]  |
| 2007 | Dallara GP2/05 Mecachrome V8108 GP2 V8 | B    | 19  | Ho-Pin Tung       | 15  | Ret | 11  | Ret | 13  | 13  | 14  | 17  | 17  | 15  | 16  | 22† | 9   | Ret | 9   | 9   | Ret | 16† | 8   | 4   | 11  | 11  |     |     | 4      | 13.º | [ 9 ]  |
| 2008 | Dallara GP2/08 Mecachrome V8108 GP2 V8 | B    |     |                   | BAR | BAR | EST | EST | MON | MON | MAG | MAG | SIL | SIL | HOC | HOC | BUD | BUD | VAL | VAL | SPA | SPA | MNZ | MNZ |     |     |     |     | 5      | 12.º | [ 10 ] |
| 2008 | Dallara GP2/08 Mecachrome V8108 GP2 V8 | B    | 26  | Paolo Nocera      | 17  | Ret |     |     |     |     |     |     |     |     |     |     |     |     |     |     |     |     |     |     |     |     |     |     | 5      | 12.º | [ 10 ] |
| 2008 | Dallara GP2/08 Mecachrome V8108 GP2 V8 | B    | 26  | Adrián Vallés     |     |     | 10  | Ret | 4   | 16  | 15  | 12  | 22  | 14† | 15  | Ret | Ret | 19  | 11  | Ret | 13  | 13  | WD  | WD  |     |     |     |     | 5      | 12.º | [ 10 ] |
| 2008 | Dallara GP2/08 Mecachrome V8108 GP2 V8 | B    | 27  | Miloš Pavlović    | DNS | 12  | Ret | 16  | DNS | DNS |     |     |     |     |     |     |     |     |     |     |     |     |     |     |     |     |     |     | 5      | 12.º | [ 10 ] |
| 2008 | Dallara GP2/08 Mecachrome V8108 GP2 V8 | B    | 27  | Carlos Iaconelli  |     |     |     |     |     |     | 16  | 13  | DNS | Ret | 16  | 16  | Ret | Ret | 13  | 11  | Ret | 12  | 14  | 14  |     |     |     |     | 5      | 12.º | [ 10 ] |

### GP2 Asia Series
(Clave) (negrita indica pole position) (cursiva indica vuelta rápida puntuable)
| Año      | Chasis                                 | Neu. | N.º | Pilotos           | 1    | 1    | 2   | 2   | 3    | 3    | 4   | 4   | 5    | 5    | 6    | 6    | Puntos | Pos. | Ref.   |
| -------- | -------------------------------------- | ---- | --- | ----------------- | ---- | ---- | --- | --- | ---- | ---- | --- | --- | ---- | ---- | ---- | ---- | ------ | ---- | ------ |
| 2008     | Dallara GP2/08 Mecachrome V8108 GP2 V8 | B    |     |                   | YMC1 | YMC1 | SEN | SEN | KUA  | KUA  | SAK | SAK | YMC2 | YMC2 |      |      | 6      | 12.º | [ 11 ] |
| 2008     | Dallara GP2/08 Mecachrome V8108 GP2 V8 | B    | 24  | Miloš Pavlović    | 10   | 14   | 6   | Ret | 7    | 12   | 19  | 15  | 8    | Ret  |      |      | 6      | 12.º | [ 11 ] |
| 2008     | Dallara GP2/08 Mecachrome V8108 GP2 V8 | B    | 25  | Jason Tahincioglu | 19   | 16   | Ret | 17  | 12   | Ret  | 17  | 13  | 9    | 8    |      |      | 6      | 12.º | [ 11 ] |
| 2008-09* | Dallara GP2/08 Mecachrome V8108 GP2 V8 | B    |     |                   | SHA  | SHA  | DUB | DUB | SAK1 | SAK1 | LOS | LOS | KUA  | KUA  | SAK2 | SAK2 | -      | -    | [ 12 ] |
| 2008-09* | Dallara GP2/08 Mecachrome V8108 GP2 V8 | B    | 24  | Hiroki Yoshimoto  | Ret  | 8    |     |     |      |      |     |     |      |      |      |      | -      | -    | [ 12 ] |
| 2008-09* | Dallara GP2/08 Mecachrome V8108 GP2 V8 | B    | 25  | Luca Filippi      | Ret  | Ret  |     |     |      |      |     |     |      |      |      |      | -      | -    | [ 12 ] |

- * Participó la primera ronda como BCN Competición, posteriormente la escudería fue comprada por Tiago Monteiro y participó bajo el nombre Ocean Racing Technology.[13]